# 熊本県道111号阿蘇吉田線
熊本県道111号阿蘇吉田線（くまもとけんどう111ごう あそよしだせん）は、熊本県阿蘇市から阿蘇郡南阿蘇村に至る一般県道である。

## 概要
全線2車線の登山道路。沿道に駐車スペースがあり、阿蘇の眺望を楽しめる。冬季閉鎖はない。
熊本県道298号阿蘇公園下野線と共に、阿蘇パノラマラインの愛称がある。
阿蘇北麓のJR阿蘇駅前を通る国道57号から阿蘇内輪山を登り、阿蘇中岳火口付近を通り、南麓の南阿蘇村に下り国道325号に接続する県道路線。阿蘇山を南北に縦断する県道であるため、阿蘇山のカルデラ盆地を眼下に阿蘇五岳へ迫る雄大な景色を全線を通じて眺めることができる。
阿蘇市黒川から阿蘇山上に至るまでの北側区間は、1957年に日本道路公団によって建設された阿蘇登山道路である。1970年には管理が県に移管され、接続する阿蘇山観光道路（現在の熊本県道298号阿蘇公園下野線）と合併採算制に移行した。一方、阿蘇山上から南阿蘇村一関までの区間は1976年に県営の南阿蘇登山道路として開通した。
2000年に無料開放され、全区間が一般県道となった。

### 路線データ
- 起点：熊本県阿蘇市黒川（阿蘇駅前交差点、国道57号交点、熊本県道307号阿蘇停車場線終点）
- 終点：熊本県阿蘇郡南阿蘇村一関（国道325号交点）

## 歴史
- 1957年10月6日 - 北側区間開通
- 1976年7月1日 - 南側区間開通
- 2000年4月8日 - 無料化

## 路線状況

### 愛称
阿蘇パノラマライン
阿蘇山の中央火口付近まで北・南・西の三方から上る山岳道路の愛称で、本県道である阿蘇吉田線と、熊本県道298号阿蘇公園下野線を合わせた道路全体を指した総称である。旧・阿蘇登山道路。名の通り、内輪山から見るカルデラ内のパノラマが広がる。
阿蘇南側の南阿蘇村を通る国道325号から入る吉田線と、北側の阿蘇市を通る国道57号から入る坊中線が本県道路線に該当する。

### 重複区間
- 熊本県道298号阿蘇公園下野線・熊本県道299号草千里浜栃木線（阿蘇市永草 - 阿蘇郡南阿蘇村中松）

### 道路施設

#### トンネル
- 火の山トンネル：延長811 m、1976年（昭和51年）竣工、阿蘇郡南阿蘇村

## 地理

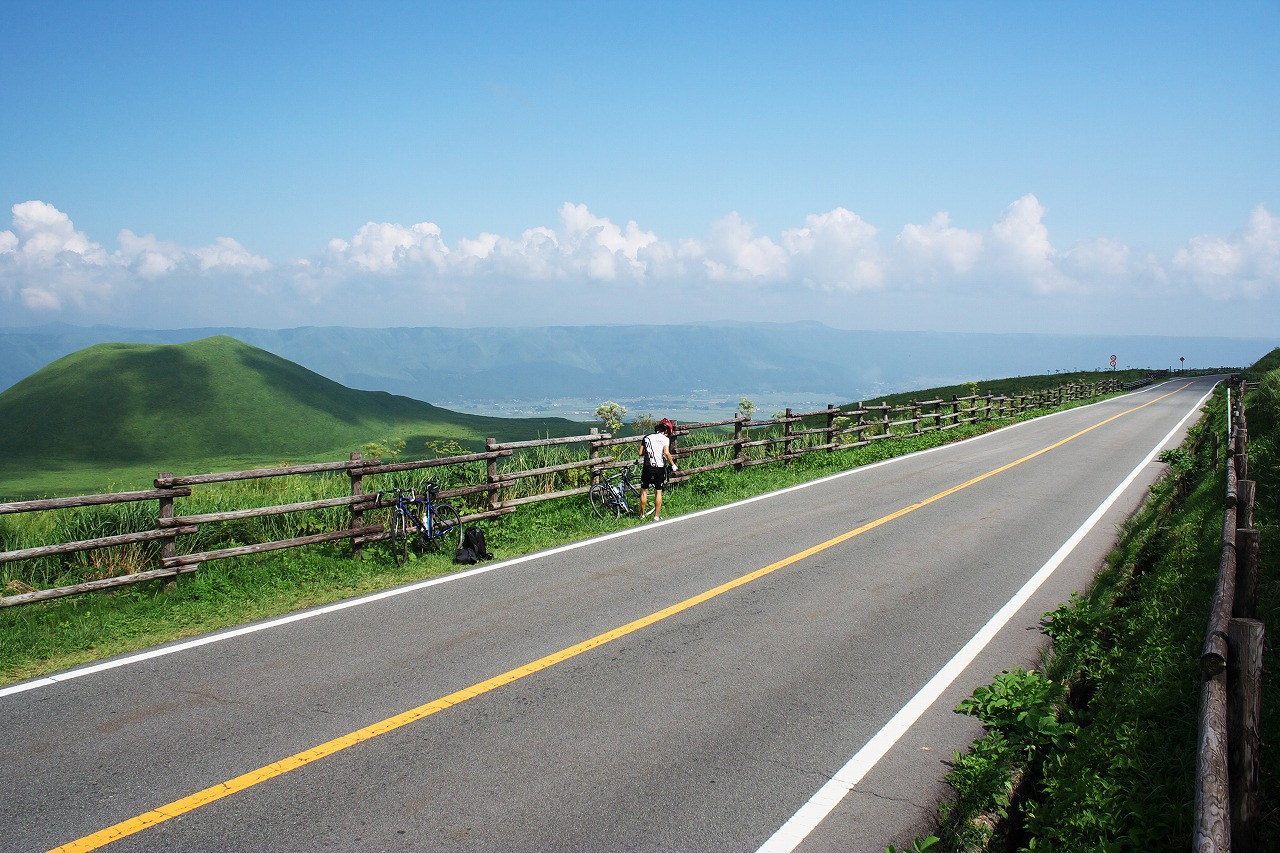
米塚を横目に走る阿蘇パノラマライン

標高差約600 mの登山道路で、沿道は牧草地や草原が多い。標高1100 mを越える山頂付近・烏帽子岳の中腹に広がる草千里ヶ浜は、牛や馬の放牧も行われている。草千里付近に有料駐車場のある展望所があり、阿蘇の外輪山が取り囲む阿蘇谷と南郷谷の田園風景と、外輪山外に久住山を望むことができる。直接接続していないが、起点付近に国道212号、山頂に中岳火口間近まで行ける阿蘇山公園道路が通っている。

### 通過する自治体
- 阿蘇市
- 阿蘇郡南阿蘇村

### 交差する道路
| 交差する道路                                                                      | 市町村名 | 市町村名 | 交差する場所 | 交差する場所          |
| --------------------------------------------------------------------------------- | -------- | -------- | ------------ | --------------------- |
| 国道57号 熊本県道307号阿蘇停車場線                                                | 阿蘇市   | 阿蘇市   | 黒川         | 阿蘇駅前交差点 / 起点 |
| 熊本県道298号阿蘇公園下野線 重複区間起点 熊本県道299号草千里浜栃木線 重複区間起点 | 阿蘇市   | 阿蘇市   | 永草         |                       |
| 熊本県道298号阿蘇公園下野線 重複区間終点 熊本県道299号草千里浜栃木線 重複区間終点 | 阿蘇郡   | 南阿蘇村 | 中松         |                       |
| 国道325号                                                                         | 阿蘇郡   | 南阿蘇村 | 一関         | 終点                  |

### 沿線
- 豊肥本線 阿蘇駅（起点付近）
- 道の駅阿蘇（起点付近）
- 阿蘇山（阿蘇五岳）
- 阿蘇山ロープウェー
- 阿蘇火山博物館
- 草千里ヶ浜